# Kuhna Ark
Kuhna Ark è una fortezza sita all'interno della cittadella fortificata di Itchan Kala a Khiva in Uzbekistan.

## La fortezza
La fortezza era la residenza dei sovrani di Khiva e venne eretta nel XII secolo da Ok Shihbobo, successivamente ampliata nel 1686 da Arang-khan. Essendo una sede reale era munita di tutto il necessario come: l'harem, la zecca, le scuderie, l'arsenale, la moschea e la prigione (Zindon). Oggi l'edificio è un museo in cui vengono mostrati gli antichi ambienti.
La moschea estiva è del XIX secolo ed è decorata con piastrelle bianche e blu a motivi floreali, con un tetto rosso, arancione e oro. 
La sala del trono all'aperto costruita nel 1816 mantiene uno spazio che secondo la tradizione è dedicato alla iurta. 
Del 1657 è il bagno-Hammam costruito da Anush-khan. 

### Moschea d'estate

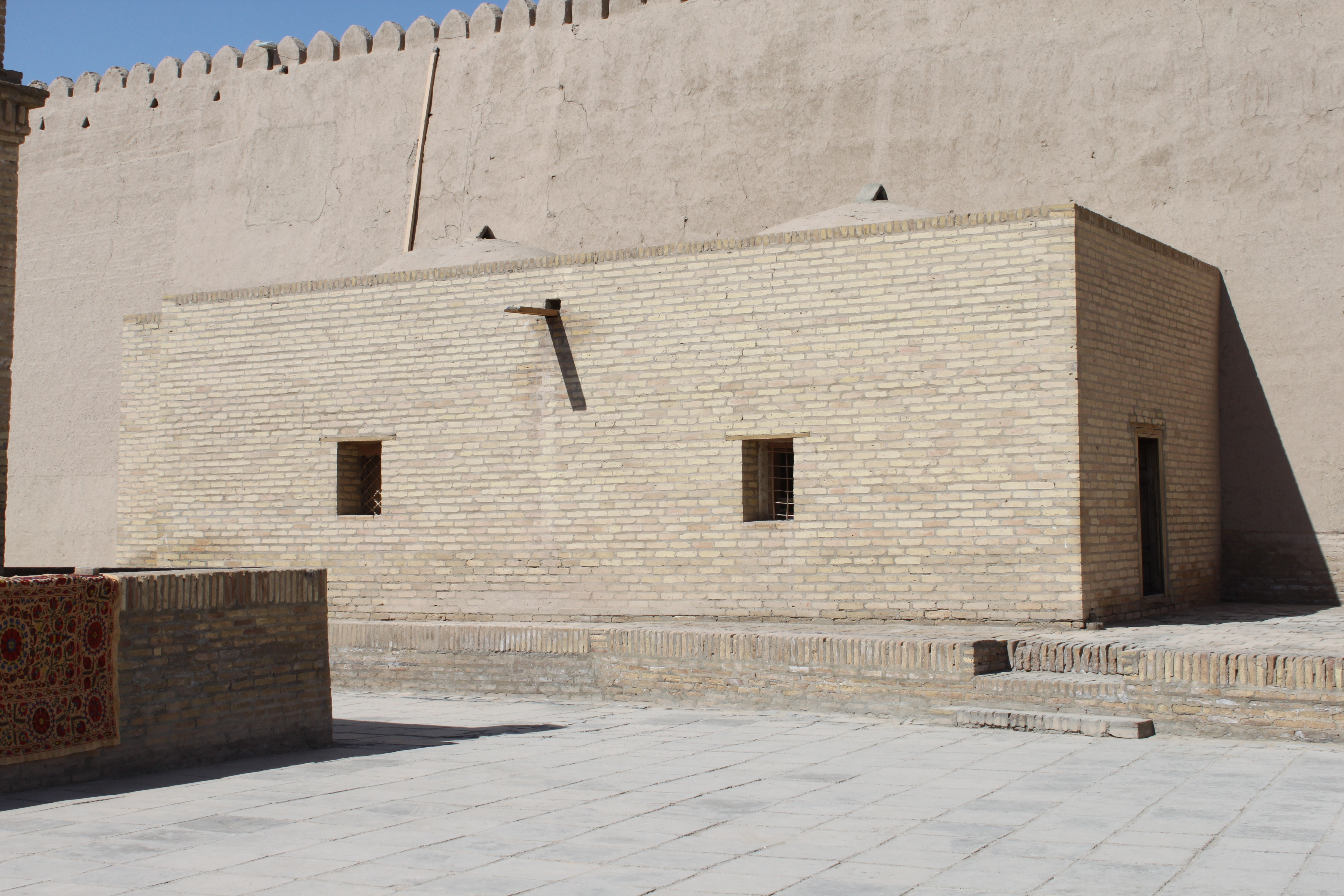
Esterno della prigione

La moschea d'estate (1838) è caratterizzata dall'imponente architettura dell'Iwan, con sei colonne, il soffitto è molto colorato e le pareti ricoperte da piastrelle bianche e blu raffiguranti motivi geometrici e vegetali fatte in particolare da Abdullah Djin. L'Iwan è orientato a nord allo scopo di creare una zona fresca, il miḥrāb è esposto a sud e non verso la Mecca, come prescriverebbe la regola. La moschea è dedicata a Abū Bakr, secondo Califfo e compagno di Maometto.

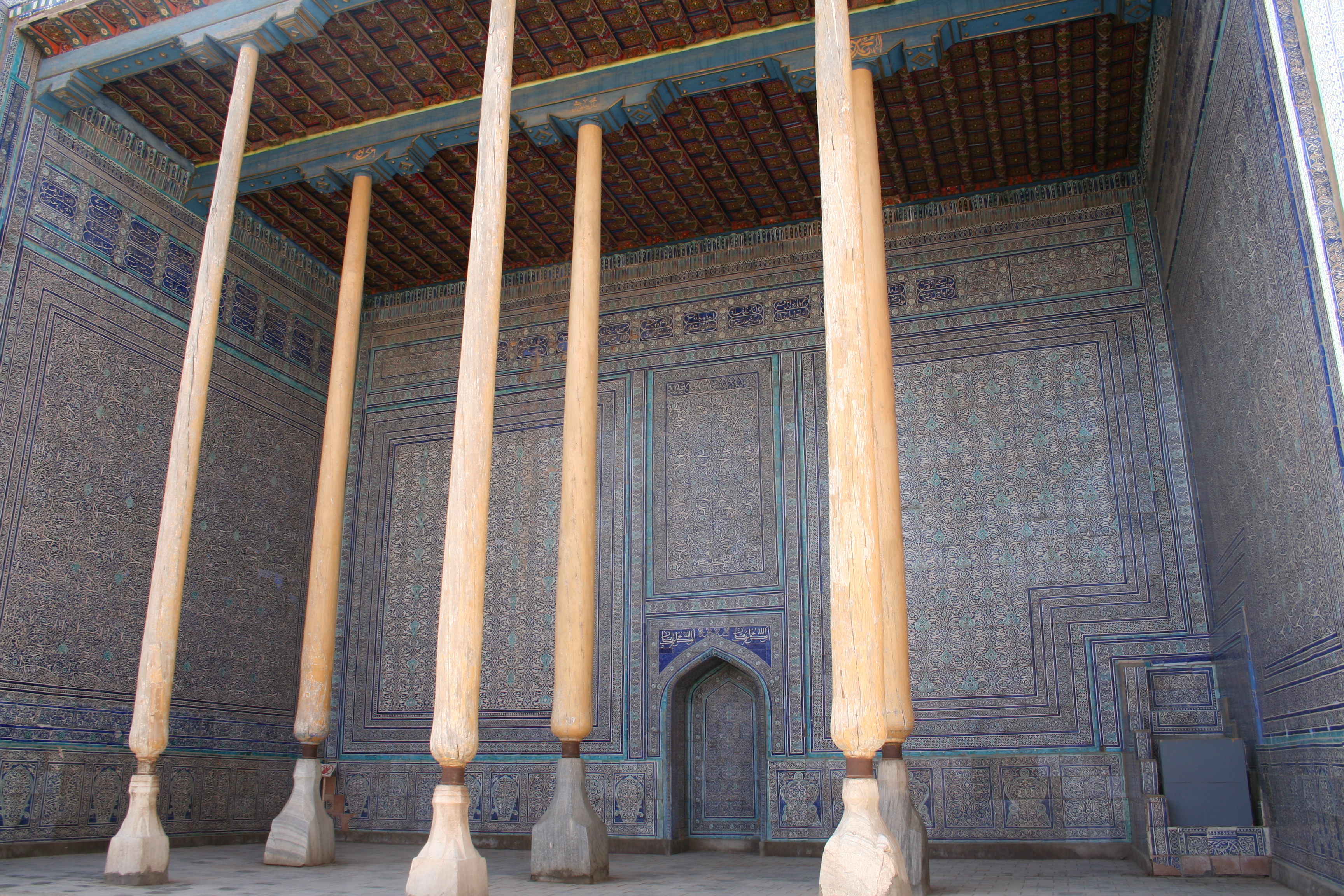
La moschea d'estate.
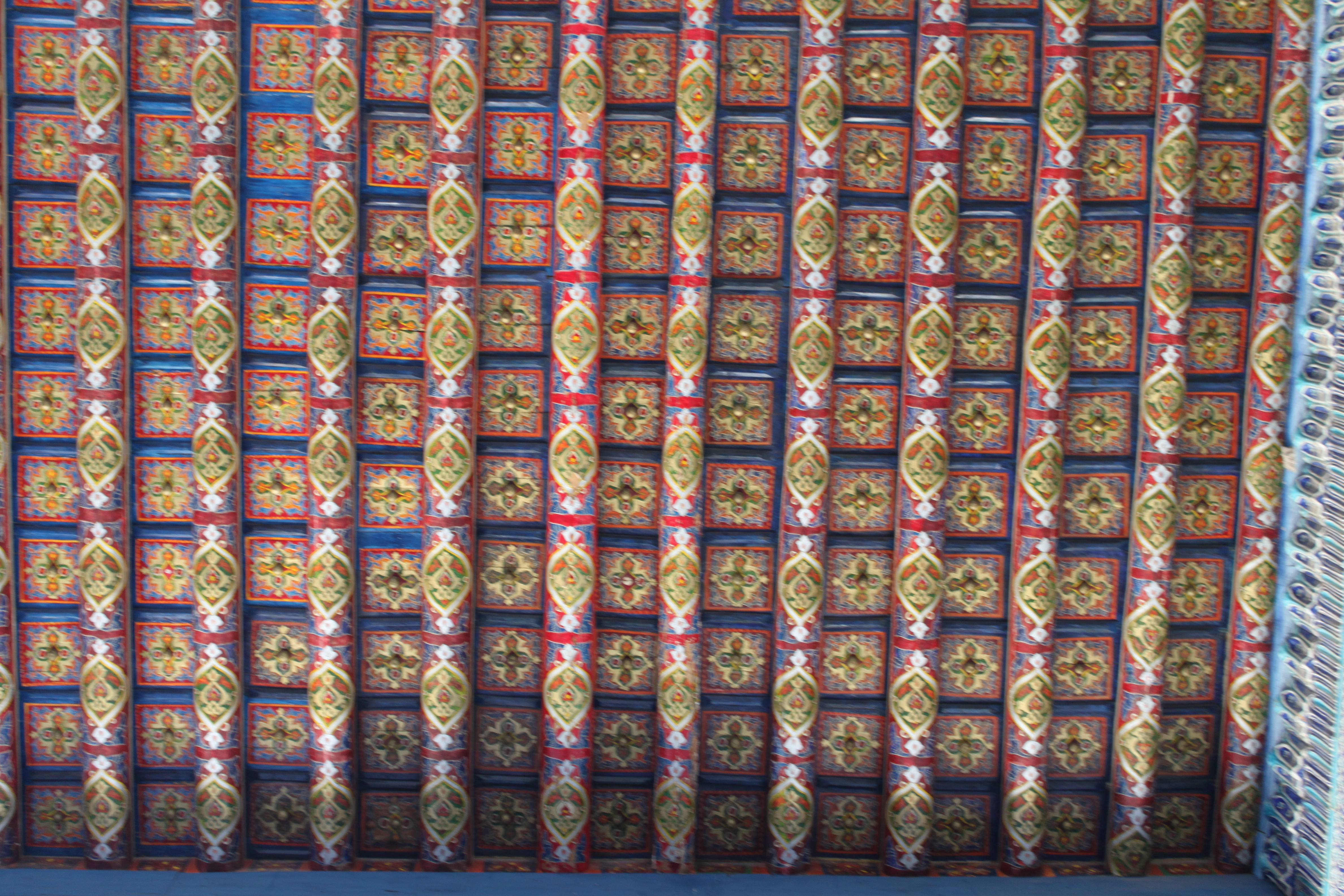
La moschea d'estate: la piattaforma dell'iwan.
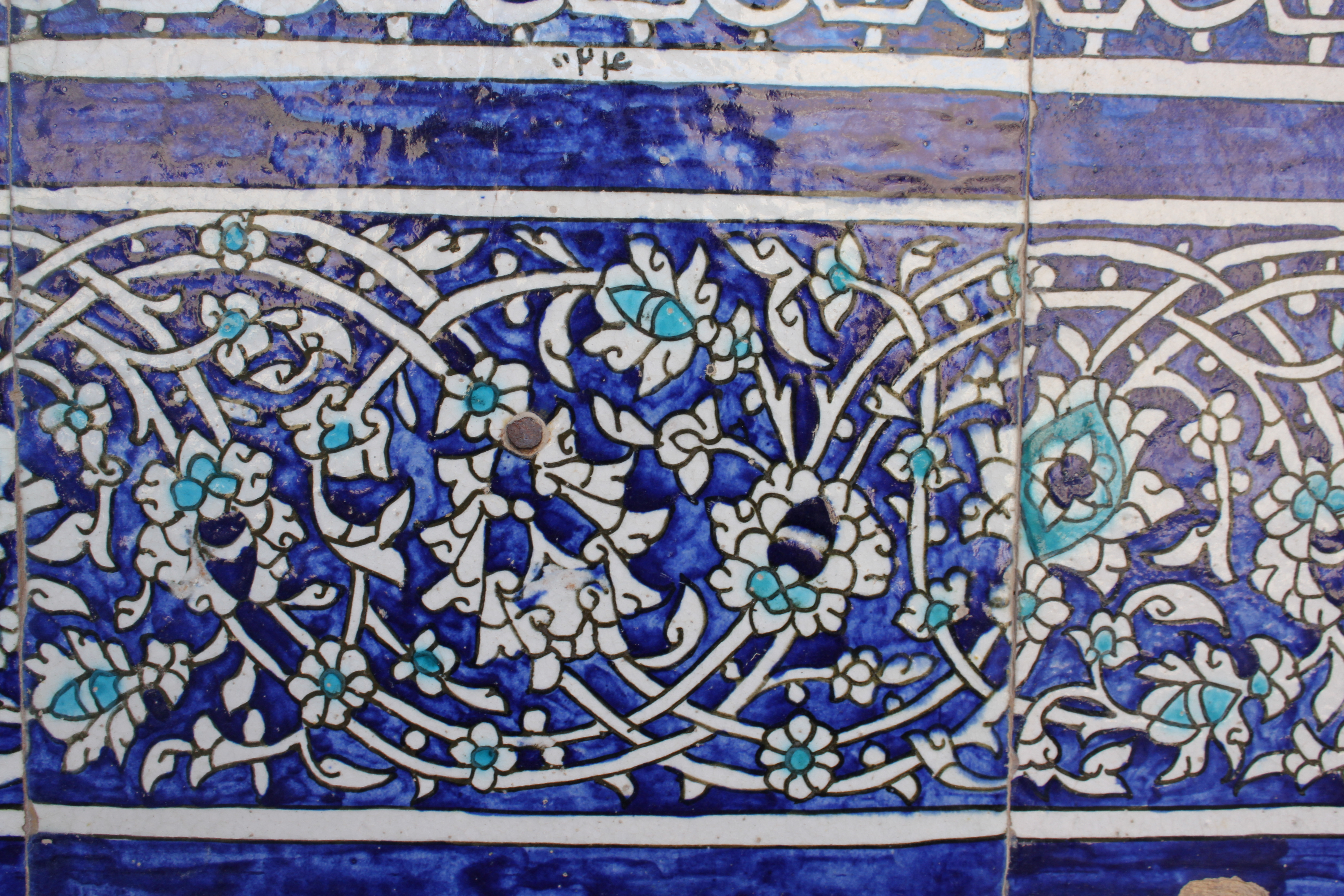
Dettaglio.
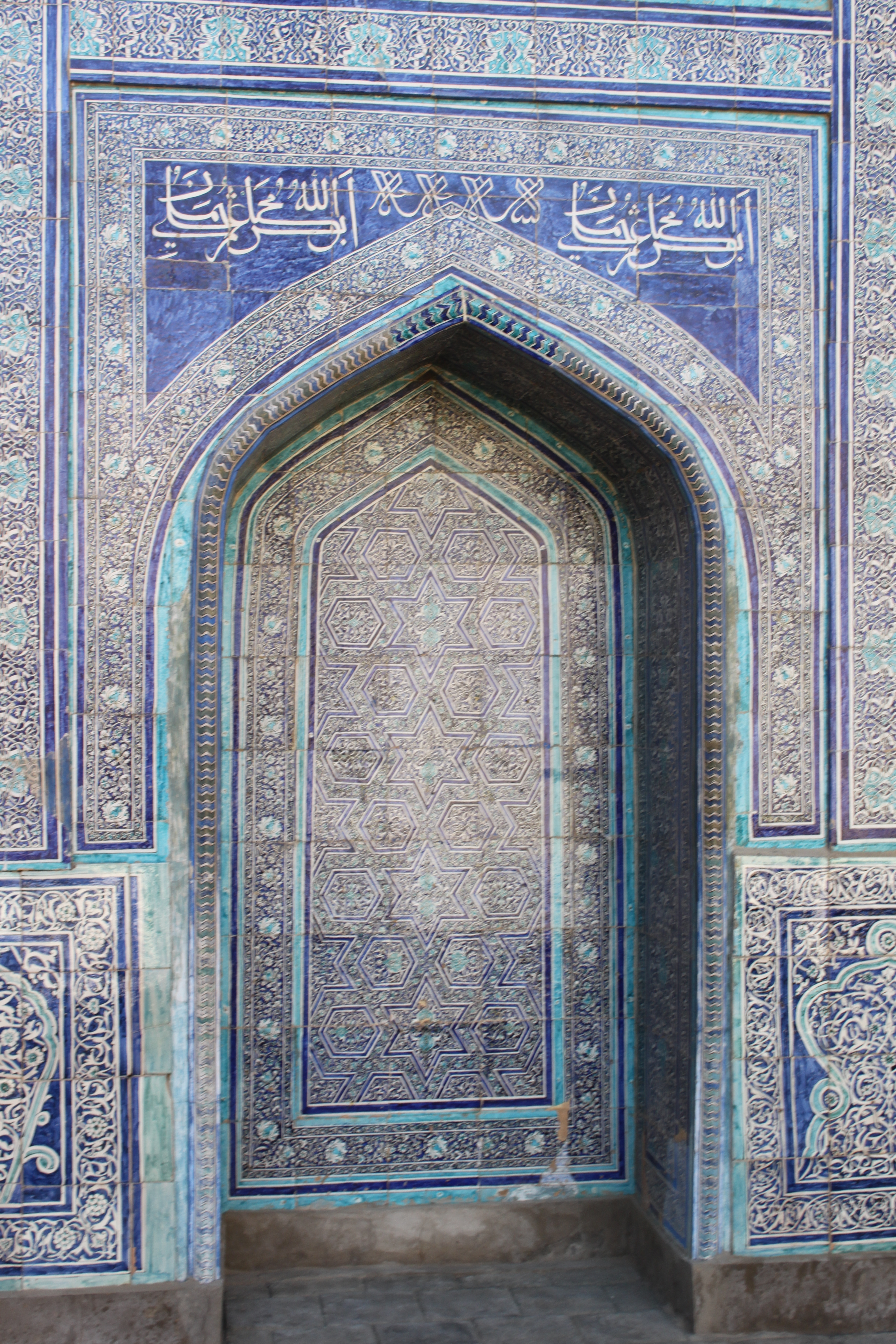
Mihrab.
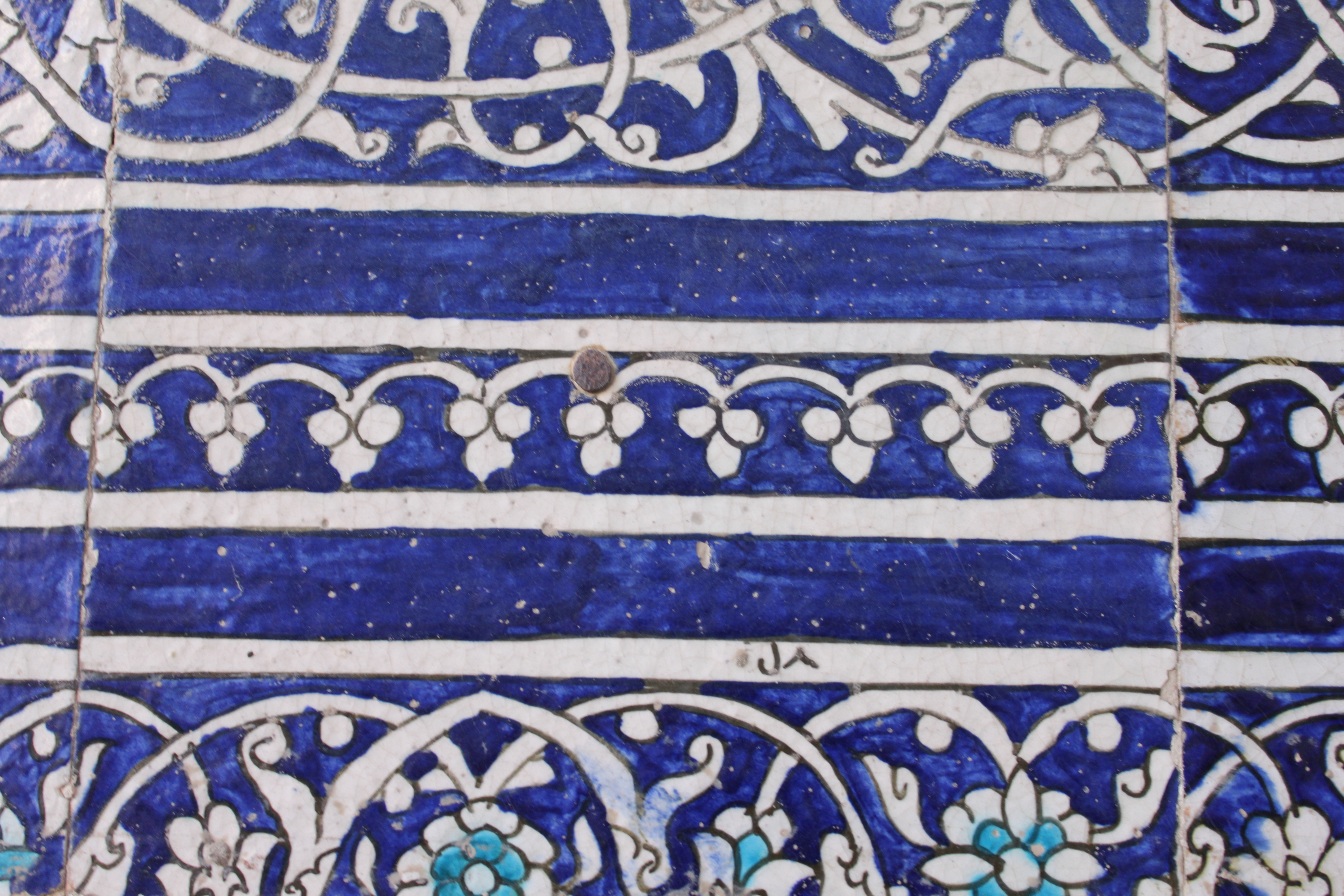
Dettaglio.

### Prigione (Zindan)
La prigione (Zindan) si trova all'esterno dell'ingresso principale, sulla sinistra ed è costituita da due sale. Le condizioni di detenzione sono illustrate da due manichini e nella prima sala sono esposti oggetti per la tortura e per le esecuzioni capitali.

### Sala del trono (Kourinich Khana)
La sala del trono (1804-1806) si compone di una grande stanza che si affaccia su un Iwan. Veniva utilizzata dal khan per le audizioni pubbliche. Il trono era posto in una nicchia a destra entrando nella stanza. Il soffitto è decorato con motivi geometrici colorati.
L'Iwan è sostenuto da due colonne le cui basi sono incise nel marmo. Il soffitto è ricoperto da pannelli di legno dipinto, dove dominano i colori giallo e rosso. Le pareti vennero decorate, con maioliche dove il blu e il bianco sono predominanti, all'epoca del regno di Alla Kuli Khan. Le porte della sala del trono sono finemente lavorate. L'Iwan è orientato a nord per preservare la sala del trono dal calore eccessivo durante l'estate.
Nei mesi invernali le udienze si svolgevano in una iurta installata su una piattaforma circolare al centro del cortile che è circondato da edifici con portici.

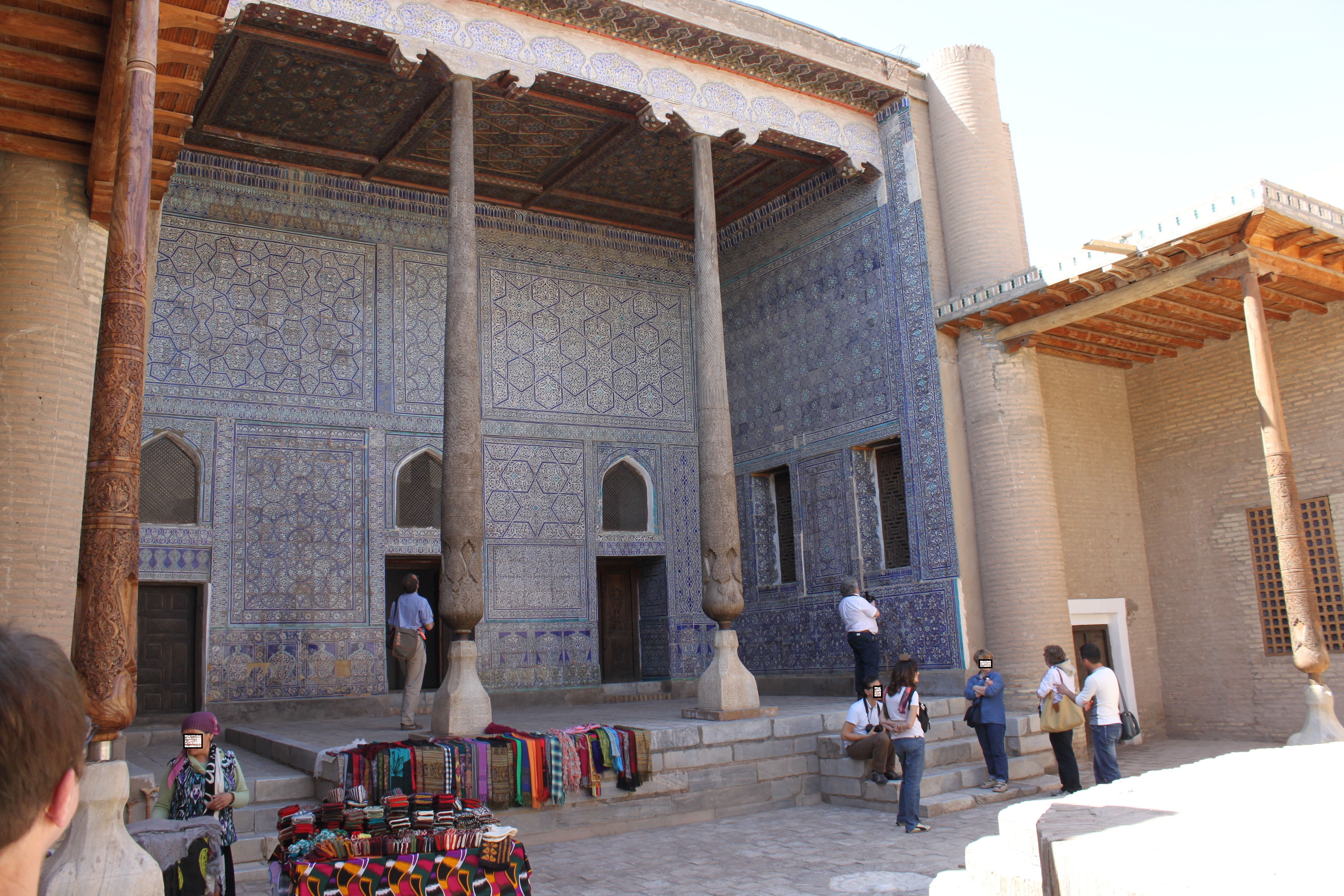
Iwan della sala del trono.
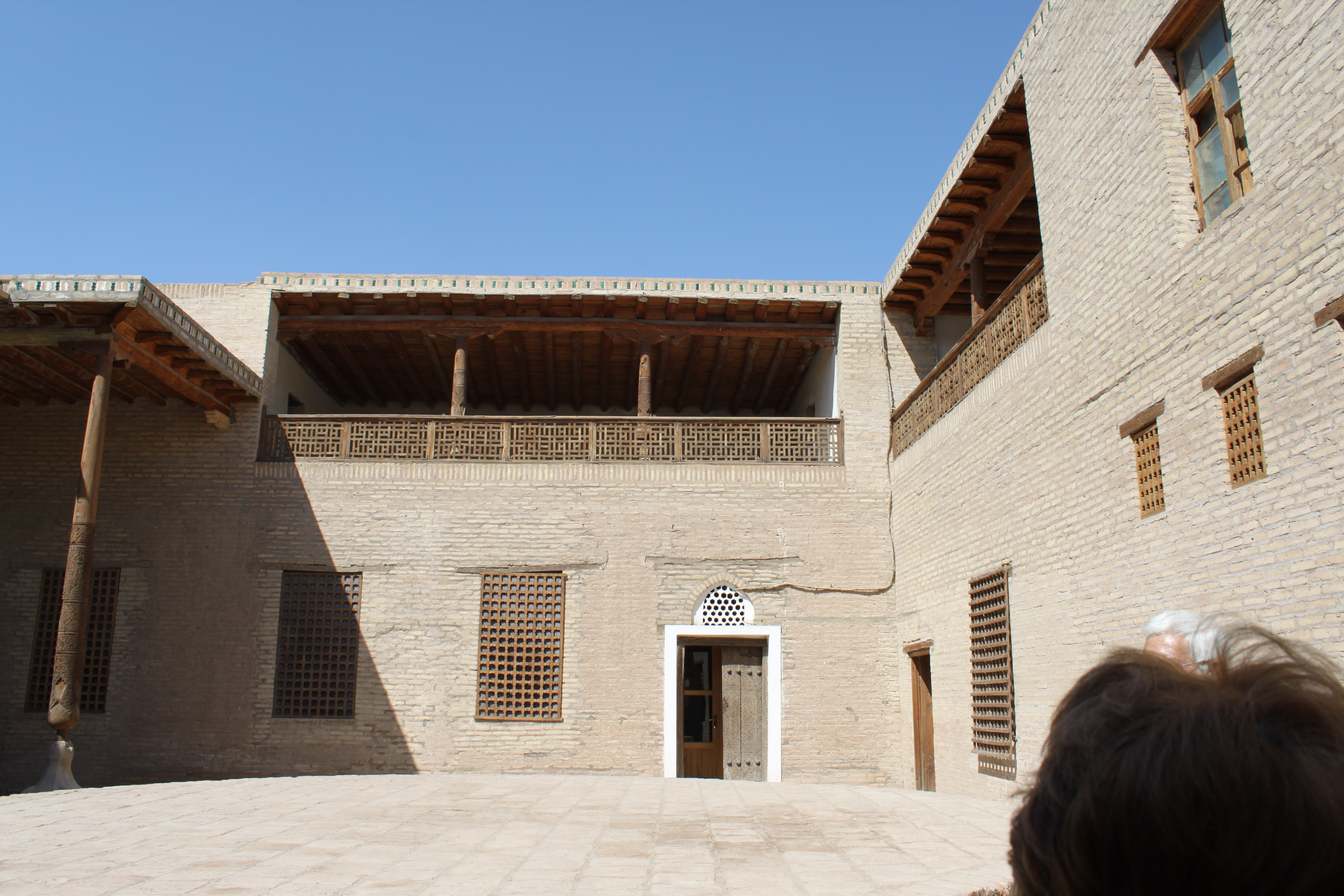
Cortile della sala del trono.
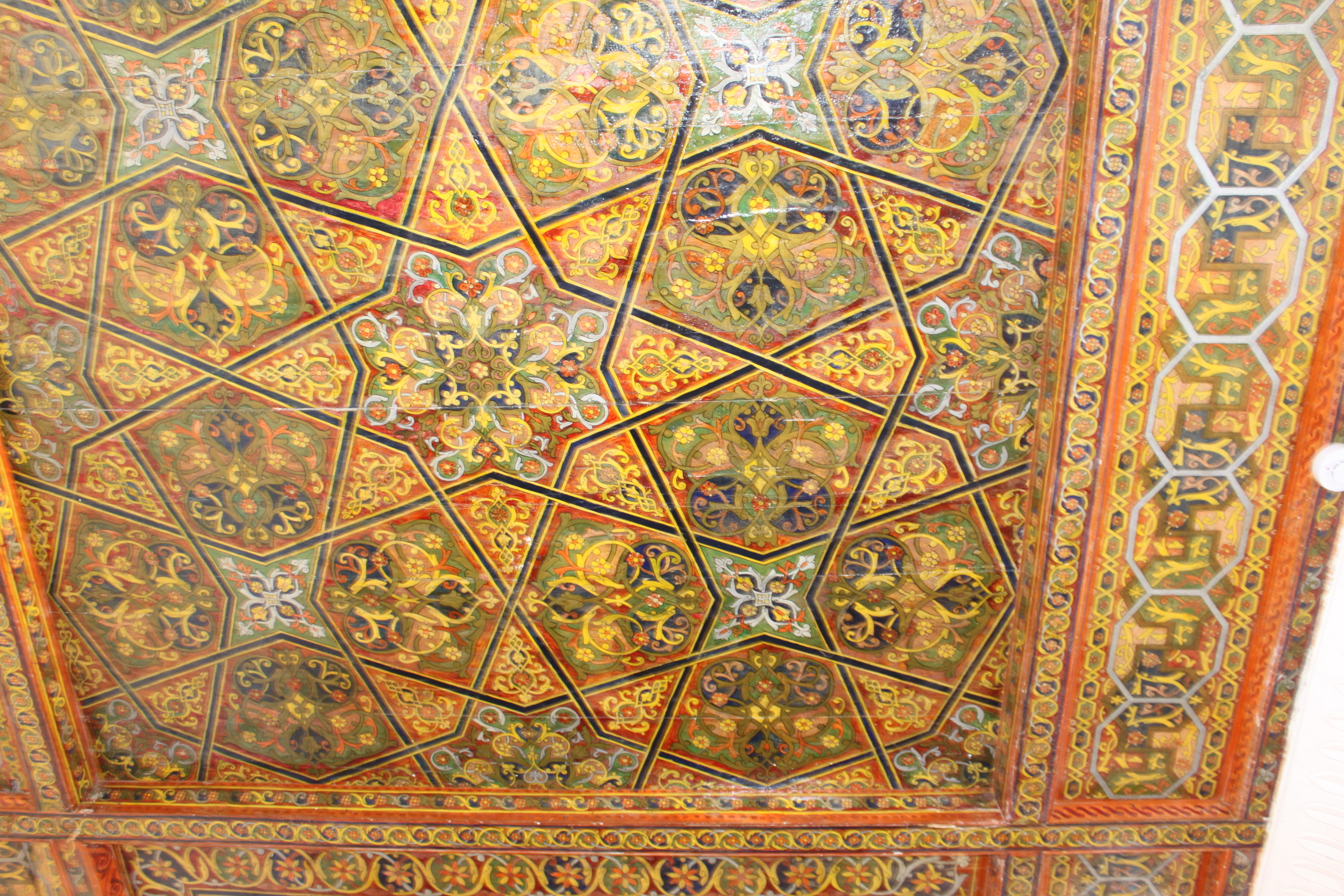
Tetto della sala del trono.
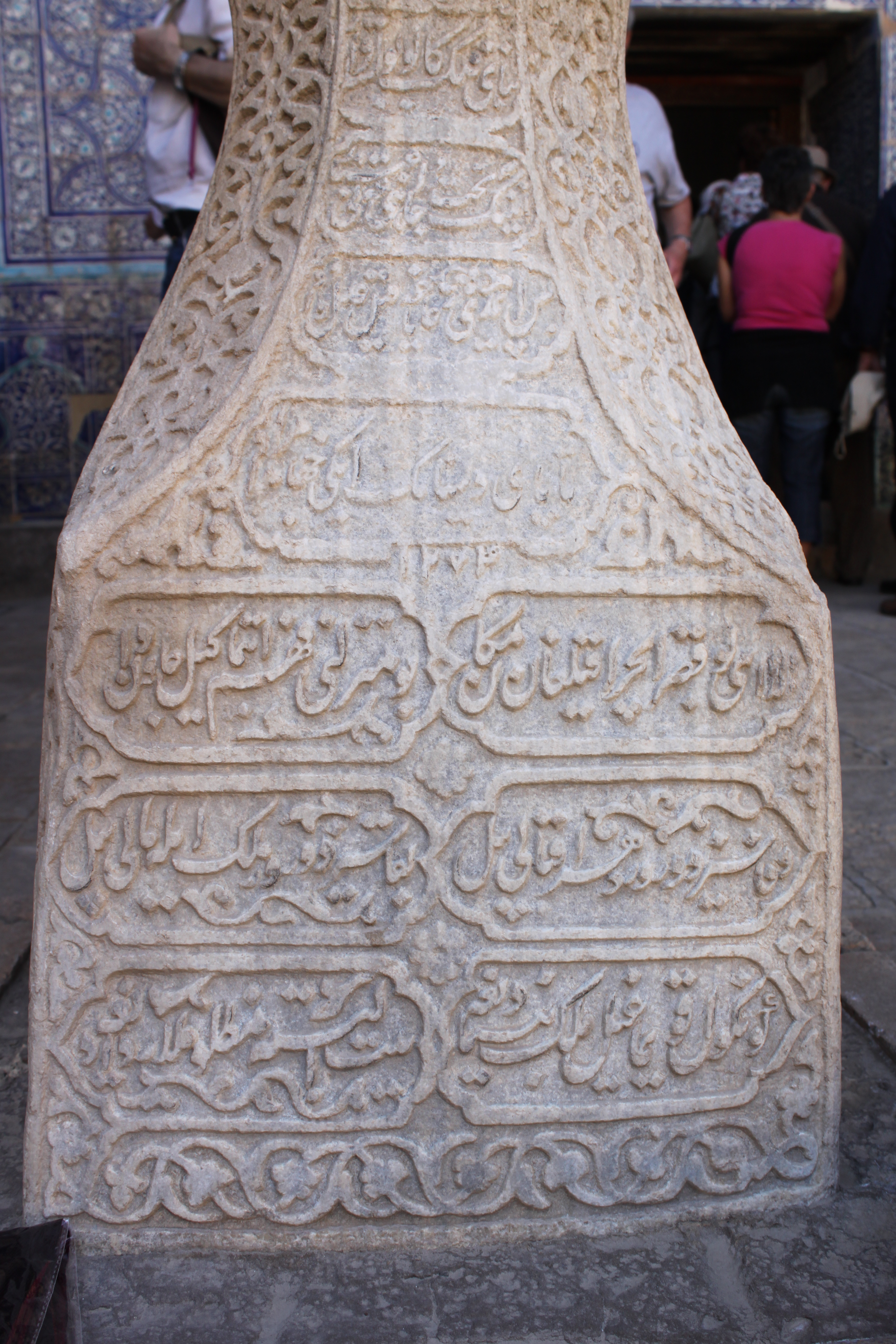
Dettaglio di una colonna dell'iwan
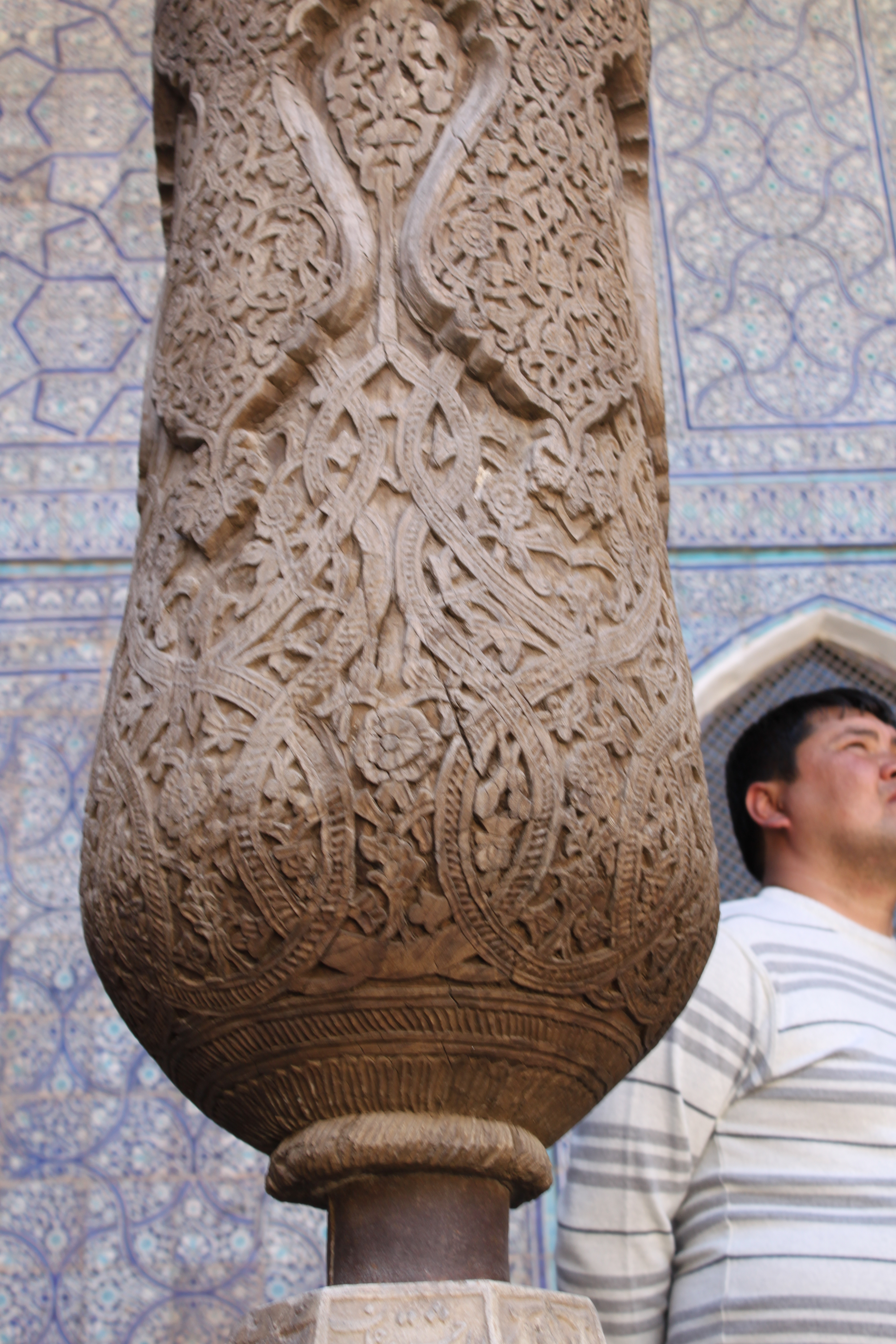
Dettaglio di una colonna dell'iwan
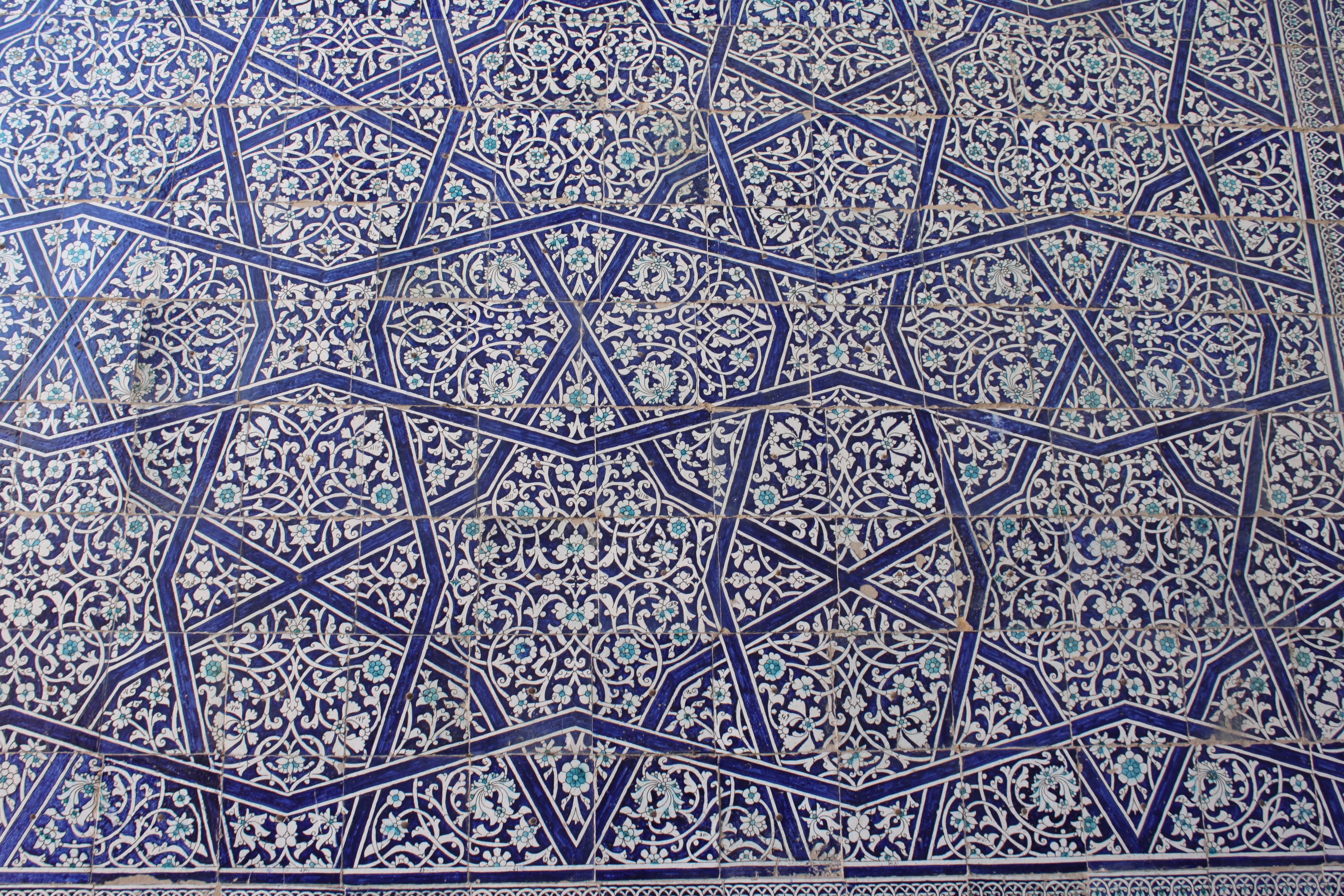
Dettaglio dell'iwan.

### Bastione Ak Cheikh Bobo
Il bastione Ak Cheikh Bobo (dello sceicco bianco) è l'edificio più antico di Khiva. Costruito nel XII secolo, prende il nome da un personaggio venerato, Moukhtar Vali, lo Sceicco bianco, che visse nel XIV secolo. Fu utilizzato come torre di guardia e arsenale per le munizioni. Oggi, offre una vista panoramica sulla città e sui suoi dintorni.

## Galleria d'immagini

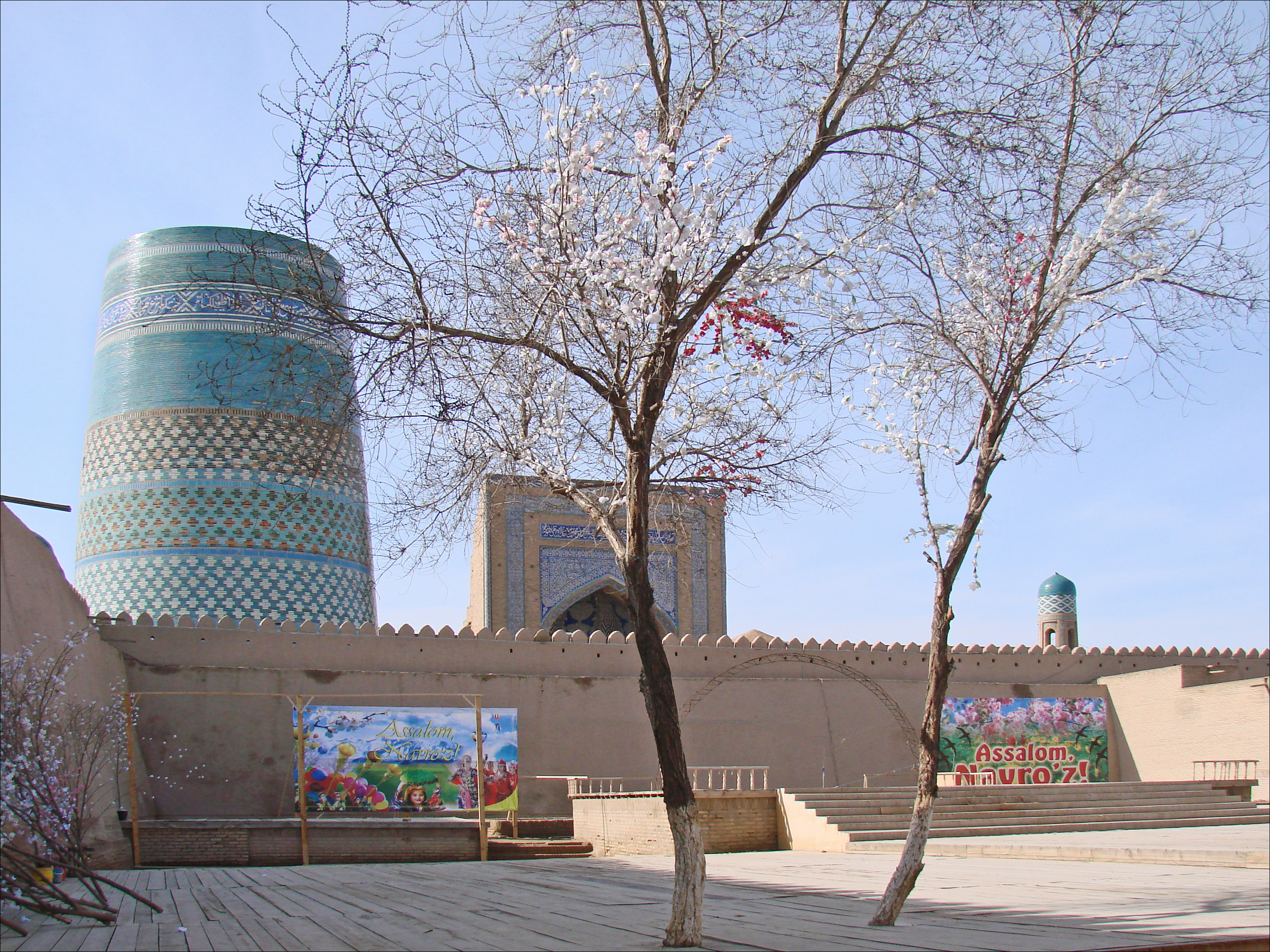
Spazi interni
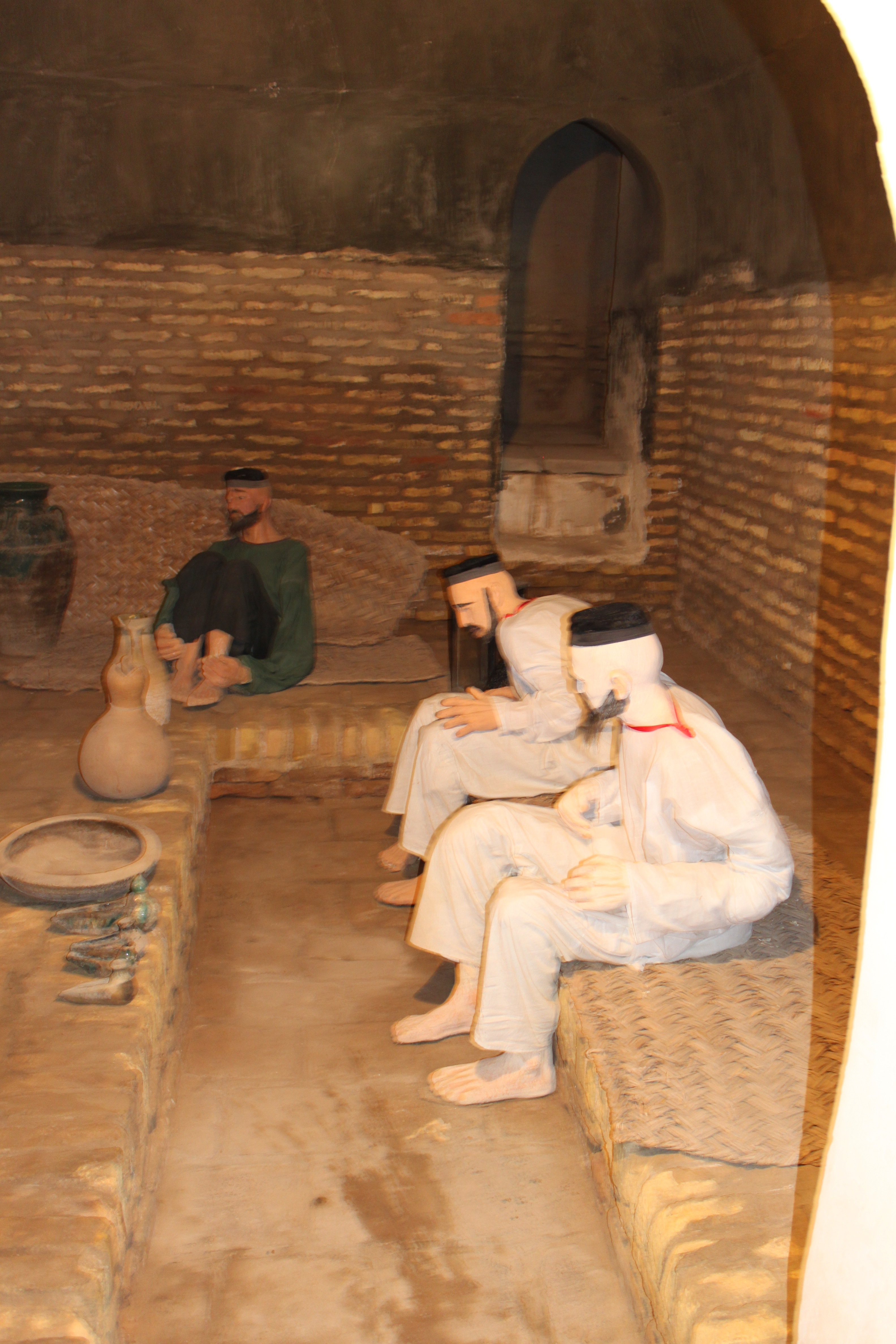
Prigione
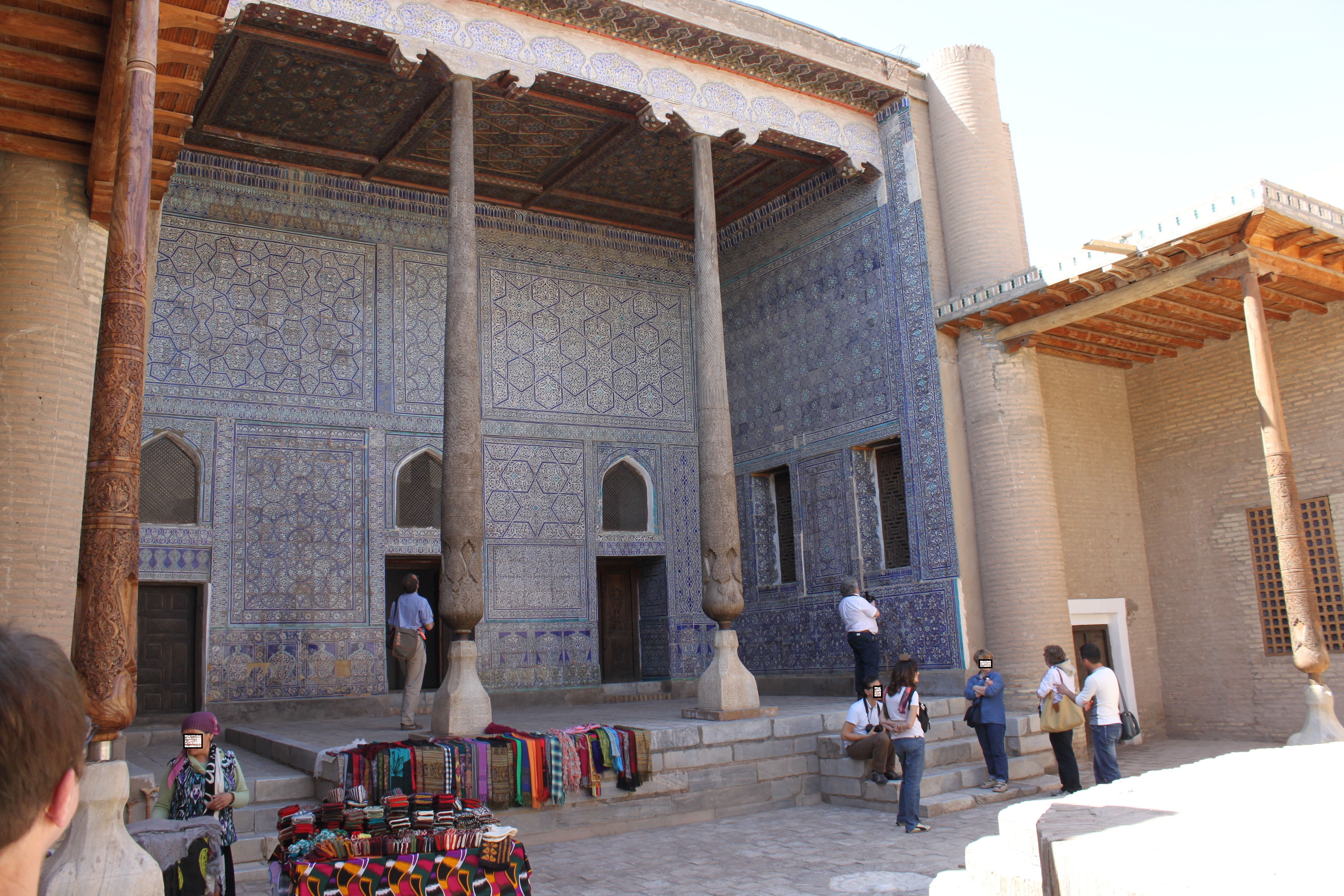
Sala del trono
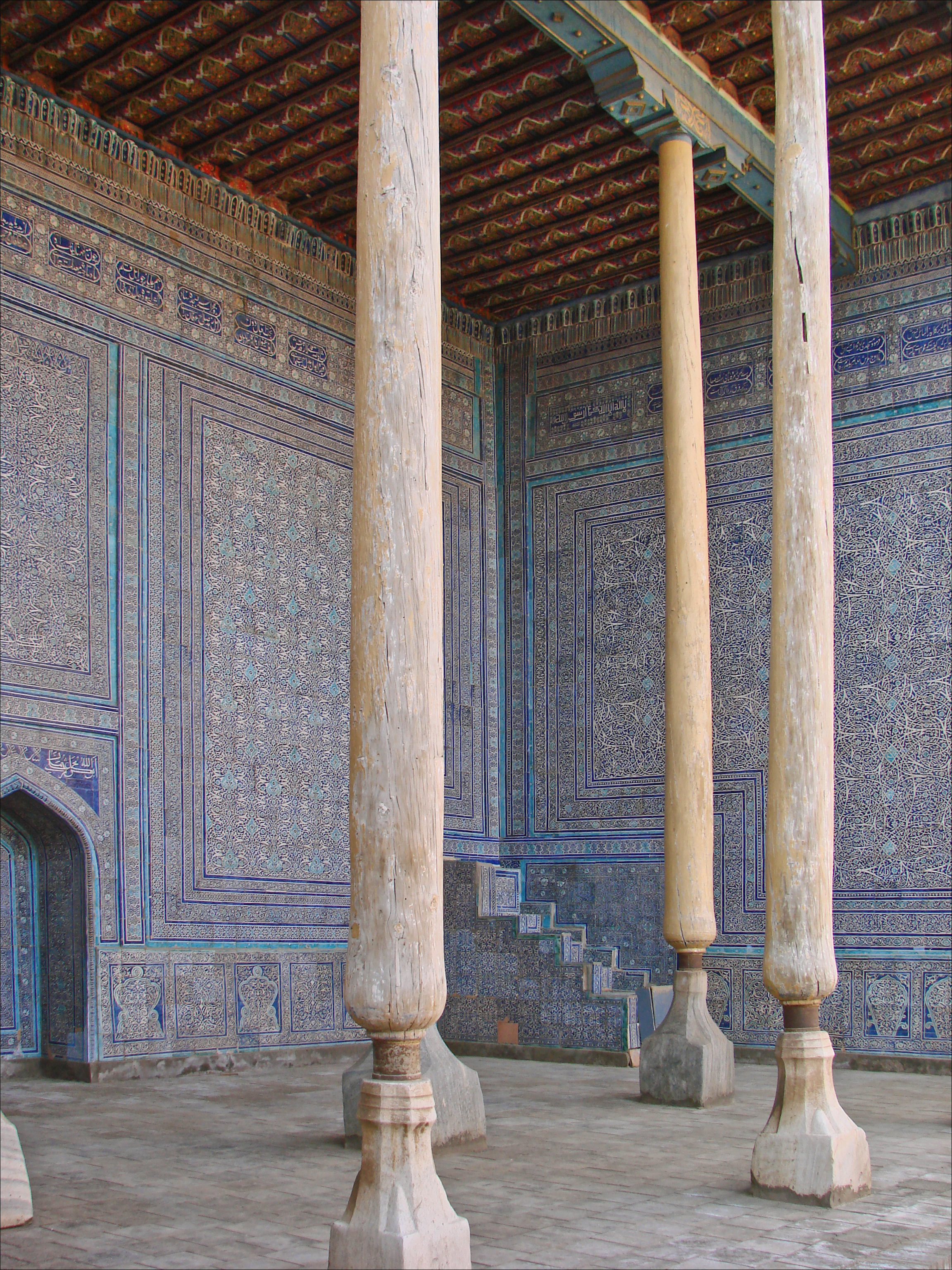
Moschea estiva
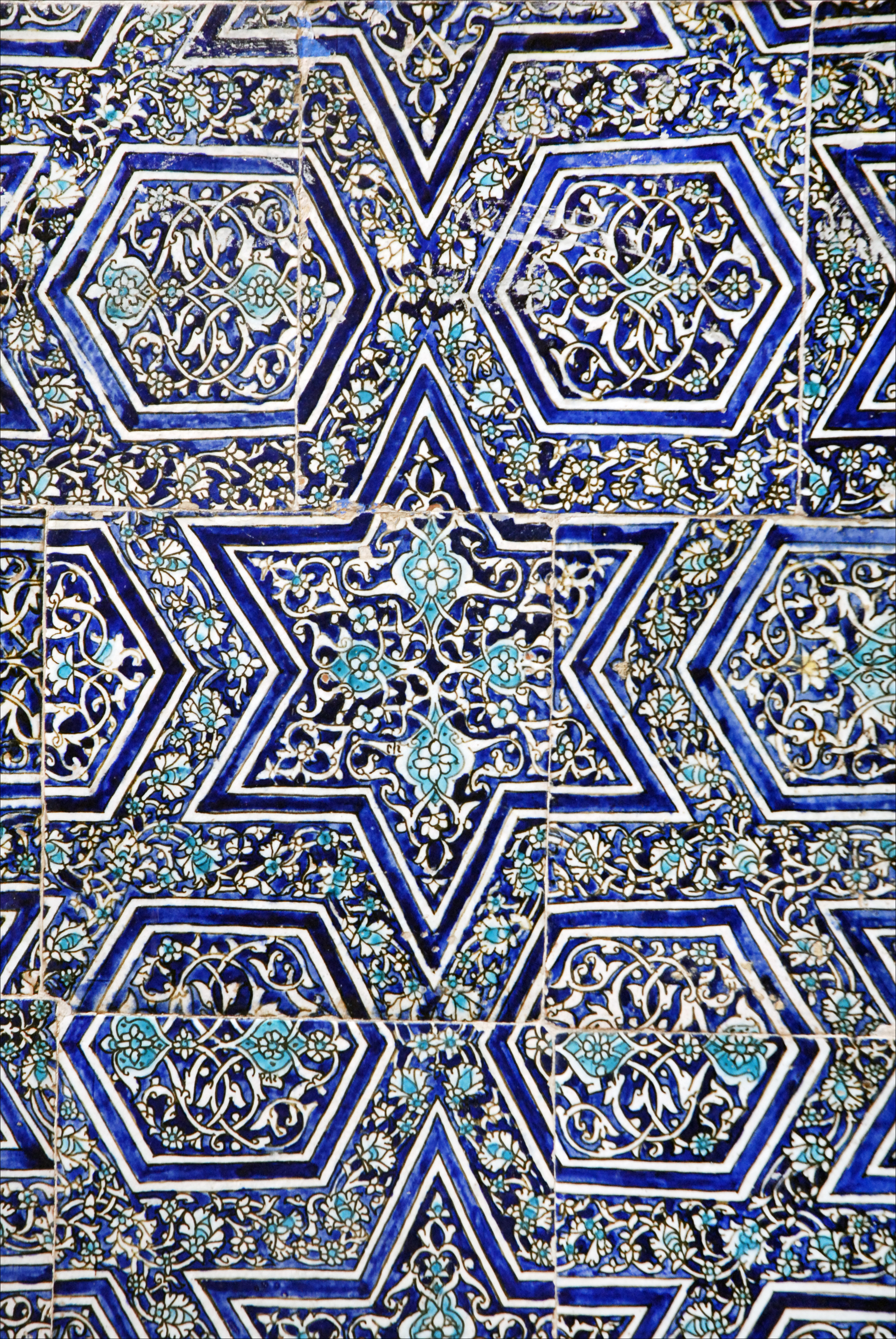
Decorazione della moschea